# Meconopsis horridula
Meconopsis horridula là một loài thực vật có hoa trong họ Anh túc. Loài này được Hook. f. & Thomson mô tả khoa học đầu tiên năm 1855.

## Hình ảnh

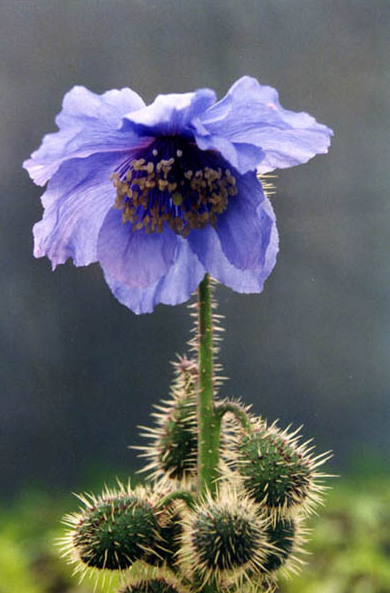
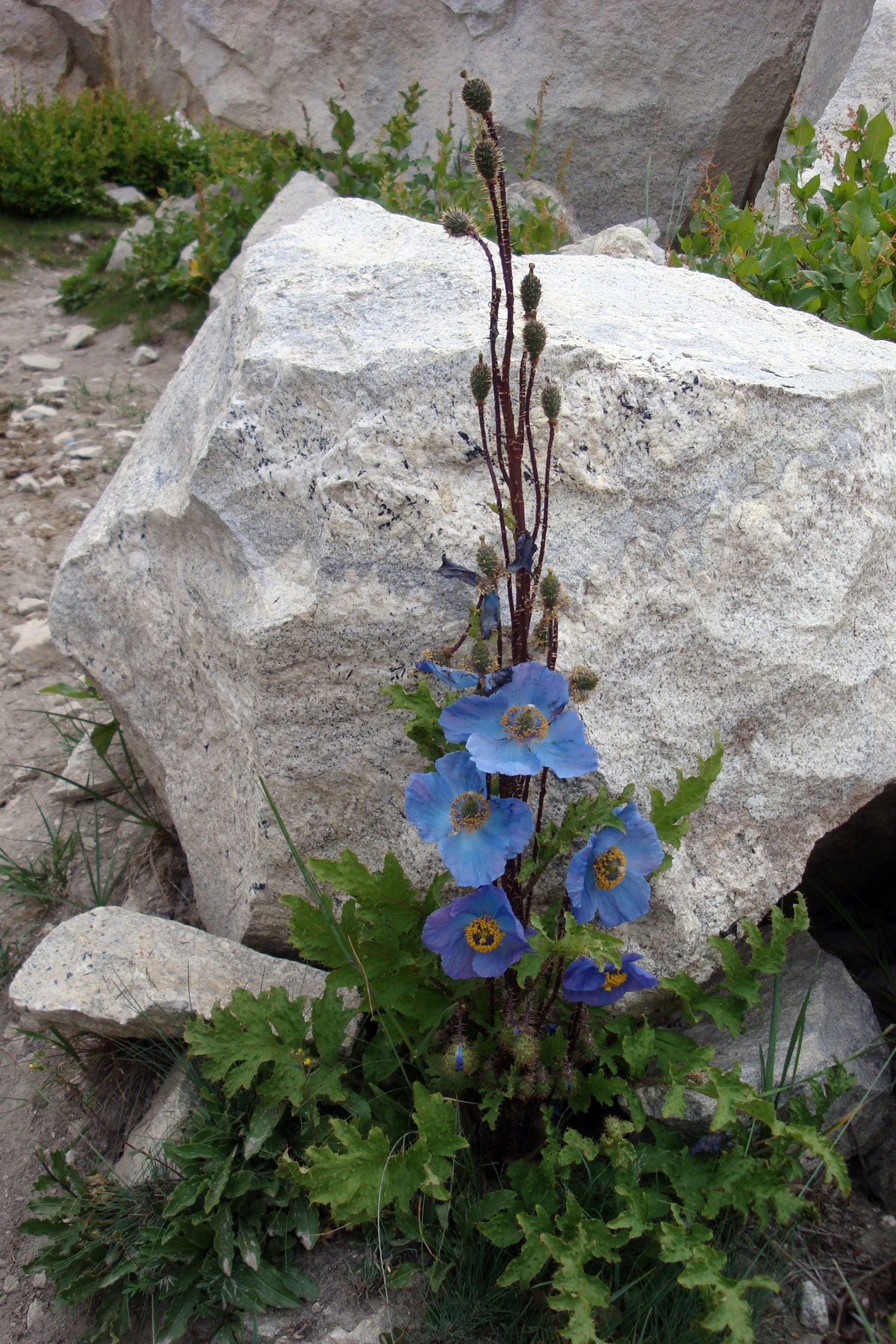
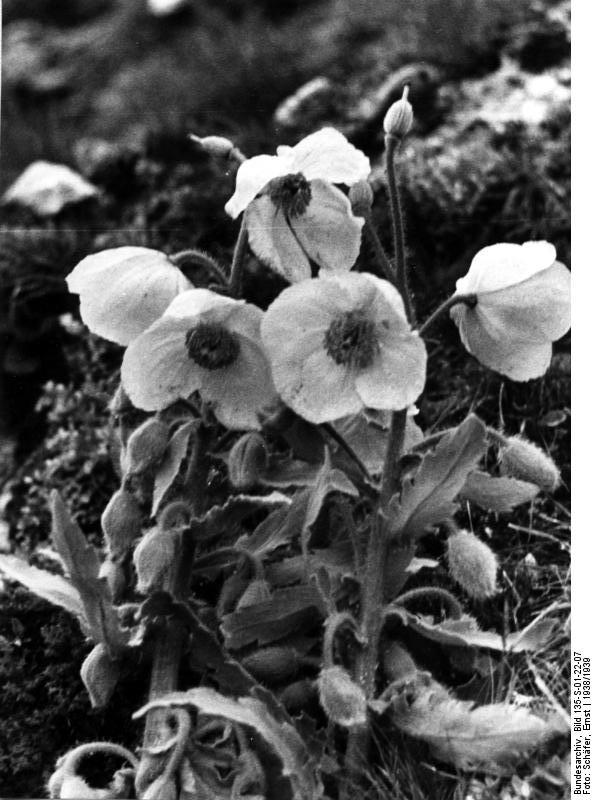
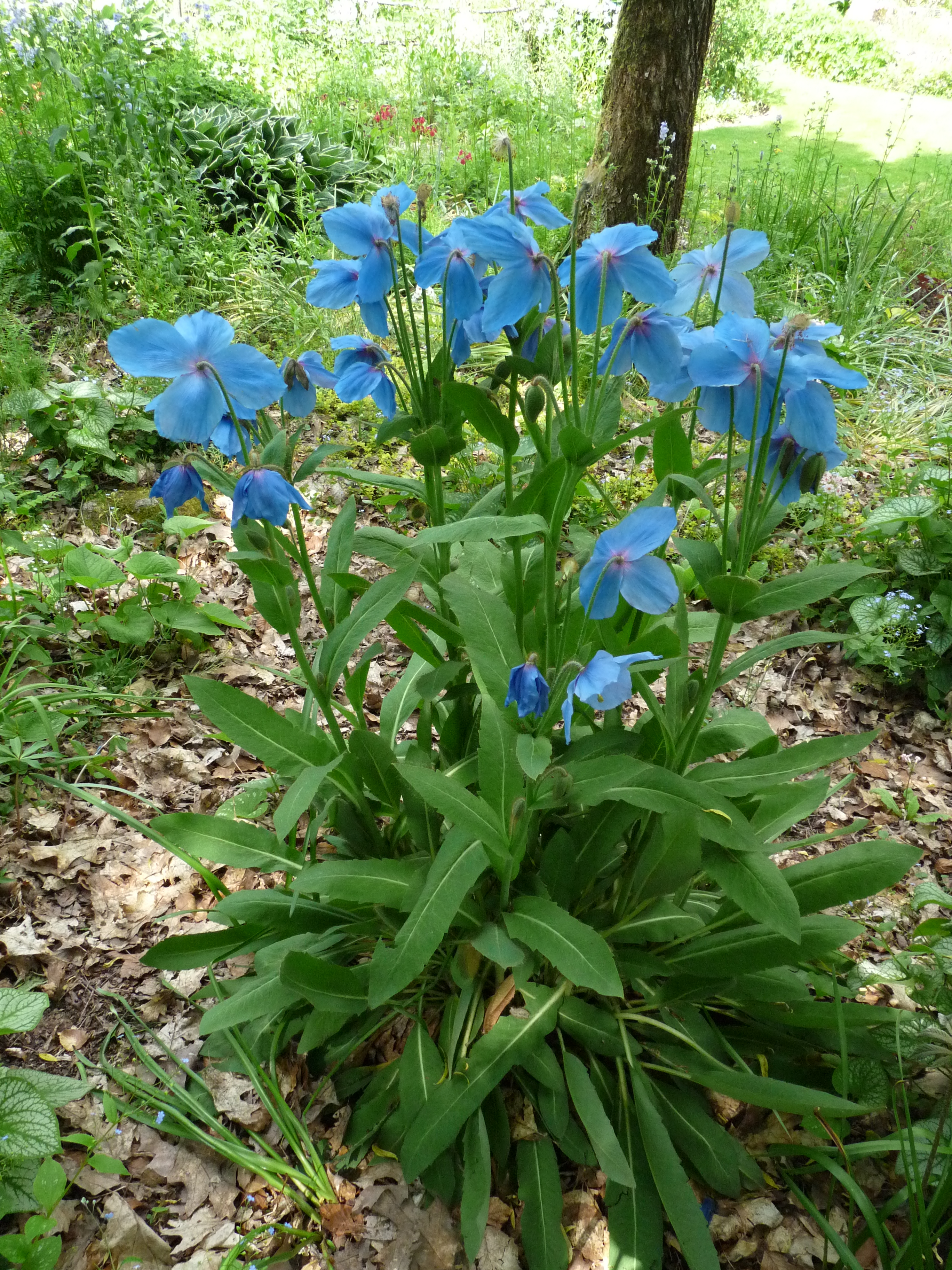